# Ouro (2016)
Gold (bra: Ouro e Cobiça, ou apenas Ouro; prt: Ouro) é um filme estadunidense de 2016, dos gêneros drama, aventura e suspense, dirigido por Stephen Gaghan, com roteiro de Patrick Massett e John Zinman.

## Sinopse
Homem americano se aventura nas selvas da Indonésia para garimpar ouro.

## Elenco
- Matthew McConaughey ....... Kenny Wells
- Édgar Ramírez[5] ....... Michael Acosta
- Bryce Dallas Howard[5] ....... Kay
- Joshua Harto ....... Lloyd Stanton
- Timothy Simons ....... Jackson
- Michael Landes ....... Binkert
- Corey Stoll ....... Brian Woolf
- Toby Kebbell ....... Jennings
- Bruce Greenwood
- Stacy Keach ....... Clive Coleman
- Bill Camp ....... Hollis Dresher
- Rachel Taylor
- Macon Blair ....... Connie Wright
- Bhavesh Patel ....... Owens
- Patrick Duggan[5]